# Novapus crassus
Novapus crassus är en skalbaggsart som beskrevs av Sharp 1875. Novapus crassus ingår i släktet Novapus och familjen Dynastidae. Inga underarter finns listade i Catalogue of Life.